# 工藤哲也
工藤 哲也（くどう てつや、1975年 - ）は、日本の映画カメラマン。埼玉県出身、日本映画学校卒業。撮影監督の早坂伸と共にキアロスクーロ撮影事務所を主宰している。

## 主な作品

### 映画
- 40歳問題（2008年）
- Wonderful World（2010年）
- 忍邪（2010年）
- AVN/エイリアンVSニンジャ（2010年）
- 女忍 KUNOICHI（2011年）
- パンツの穴 THE MOVIE 〜童貞喪失ラプソディ〜（2011年）
- こっくりさん 劇場版（2011年）
- Undead Dragon～死霊遊戯～（短編）（2012年）
- 怒りの鉄拳 レディ・ドラゴン（2012年）
- 骨壺（2012年）
- 蝉の女 愛に溺れて（2012年）
- いびつ（2013年）
- 上京ものがたり（2013年）
- phantom（短編）（2013年）
- コドモ警察（2013年）
- HK 変態仮面（2013年）
- 俺はまだ本気出してないだけ（2013年）
- BUSHIDO MAN　ブシドーマン（2013）<OV>
- HERO（短編）（2014年）
- 女子ーズ（2014年）
- PINK SPIDER（短編）（2014年）
- THE NEXT GENERATION -パトレイバー- 第1 - 7章／首都決戦（2014 - 2015年）
- 明烏（2015年）
- TRASH／トラッシュ（2015年）
- HK 変態仮面 アブノーマル・クライシス（2016年）
- RE：BORN（2016年）
- 新解釈・三國志（2020年）
- ビリーバーズ（2022年）

### テレビドラマ
- コドモ警察（2012年）
- アオイホノオ（2014年）
- 太鼓持ちの達人〜正しい××のほめ方〜（2015年）
- となりの関くんとるみちゃんの事象（2015年）
- 山本周五郎人情時代劇（2015年）
- ニーチェ先生（2016年）
- まかない荘（2016年）
- 鹿楓堂よついろ日和（2022年）
- リエゾン -こどものこころ診療所-（2023年）

### CM
- ワンカップ大関50周年「しあわせのコツ」篇・「アイドル」篇（2014年）[2]